# Liste der denkmalgeschützten Objekte in Hausmannstätten
Die Liste der denkmalgeschützten Objekte in Hausmannstätten enthält die 4 denkmalgeschützten, unbeweglichen Objekte der österreichischen Gemeinde Hausmannstätten im steirischen Bezirk Graz-Umgebung.

## Denkmäler
| Foto |                 | Denkmal                                                               | Standort                                            | Beschreibung | Metadaten |
| ---- | --------------- | --------------------------------------------------------------------- | --------------------------------------------------- | --- | --- |
| ja   | Datei hochladen | Anlage Schloss Pfeilerhof HERIS-ID: 99818 Objekt-ID: 115982seit 2015  | Freudenegger Straße 30 Standort KG: Hausmannstätten | Das heutige Gebäude entstand im 19. Jahrhundert, dabei wurde der aus dem 17. Jahrhundert stammende Gutshof Freydenegg völlig umgebaut. Es besteht aus einem länglichen zweigeschoßigen Wohnbau und einem quadratischen fünfgeschoßigen Turm mit flachem Dach und abgeschrägten Kanten. Bei Hauptbau ist das Sockelgeschoß genutet und das Obergeschoß pilastergegliedert, die Fenster haben grüne Holzläden. Links und rechts gehen kurze Seitentrakte weg, die mit dem Mittelteil einen kleinen Hof bilden und je zwei Arkaden im Erdgeschoß aufweisen. Gartenseitig befindet sich in der Mitte ein säulengestützter Balkon. | BDA-Hist.: Q37774794 Status: Bescheid Stand der BDA-Liste: 2025-06-30 Name: Anlage Schloss Pfeilerhof GstNr.: .42, .129 Schloss Pfeilerhof                     |
| ja   | Datei hochladen | Pfarrhof HERIS-ID: 51516 Objekt-ID: 57186                             | Kirchplatz 1 Standort KG: Hausmannstätten           | Giebel und Portal des zweigeschoßigen Pfarrhofs sind jeweils mit 1787 bezeichnet. | BDA-Hist.: Q38045615 Status: § 2a Stand der BDA-Liste: 2025-06-30 Name: Pfarrhof GstNr.: 26                                                                    |
| ja   | Datei hochladen | Kath. Pfarrkirche Hl. Dreifaltigkeit HERIS-ID: 51517 Objekt-ID: 57187 | Kirchweg 2 Standort KG: Hausmannstätten             | Die Kirche wurde in den Jahren von 1661 bis 1665 im barocken Stil errichtet, wobei vom Vorgängerbau Teile integriert wurden. Im 19. Jahrhundert gab es Eingriffe im Innenraum und der Turm erhielt seine heutige Form. | BDA-Hist.: Q1595039 Status: § 2a Stand der BDA-Liste: 2025-06-30 Name: Kath. Pfarrkirche Hl. Dreifaltigkeit GstNr.: 26 Heilige Dreifaltigkeit, Hausmannstätten |
| ja   | Datei hochladen | Friedhof mit Torbau HERIS-ID: 99817 Objekt-ID: 115981                 | Hauptstraße 38a Standort KG: Hausmannstätten        | | BDA-Hist.: Q37774785 Status: § 2a Stand der BDA-Liste: 2025-06-30 Name: Friedhof mit Torbau GstNr.: 474/3, 470/5                                               |